# الشناينة
قرية الشناينة هي إحدى القرى التابعة لمركز صدفا في محافظة أسيوط في جمهورية مصر العربية. حسب إحصاءات سنة 2006، بلغ إجمالي السكان في الشناينة 5726 نسمة، منهم 2908 رجل و2818 امرأة.